# 127517 Kaikepan
127517 Kaikepan este un asteroid din centura principală de asteroizi.

## Descriere
127517 Kaikepan este un asteroid din centura principală de asteroizi. A fost descoperit pe 10 octombrie 2002 la Apache Point Observatory în cadrul programului Sloan Digital Sky Survey. Asteroidul prezintă o orbită caracterizată de o semiaxă mare de 3,19 ua, o excentricitate de 0,07 și o înclinație de 14,5° în raport cu ecliptica.